# Стрельбицкий, Иоанн Хрисанфович
Иван (Иоа́нн) Хриса́нфович Стрельби́цкий (укр. Іоанн Хрисанфович Стрельбицький; 1861, Подольская губерния — 1934, Одесса) — священнослужитель Православной российской церкви, протоиерей, духовный писатель. Сын греко-католического протоиерея Каменец-Подольской епархии — Хрисанфа (в крещении — Христофора) Иосифовича Стрельбицкого, племянник Архиепископа Волынского и Житомирского Модеста Стрельбицкого.

## Биография
Происходил из древнего шляхетского рода Стрельбицких, который известен с времён Галицко-Волынского княжества. Диплом о дворянском происхождении выписан на пергаменте, на польском языке и хранился у греко-католического протоиерея Подольской епархии, отца Христофора Иосифовича Стрельбицкого.
В 1881 году окончил Холмскую духовную семинарию, затем окончил Киевскую духовную академию.
Был законоучителем Одесской женской гимназии. С 1898 года был настоятелем церкви во имя Св. Великомученицы Александры в Одессе. Был протоиереем собора в Одессе.

## Сочинения
- «История русского раскола, известного под именем старообрядчества» (Одесса, 1889),
- «Пятидесятилетие воссоединения белорусских униятов» (Вильна, 1890),
- «Обличение русского раскола» (Одесса, 1896),
- «Краткий очерк штундизма и свод текстов, направленных к его обличению» (изд. 4, Одесса, 1899),
- «Церковные униатские соборы с конца XVI в. до воссоединения униатов с православною церковию» (изд. 2, Одесса, 1891),
- «Паломник, или Необходимое руководство для лиц, посещающих св. гору Афон» (Одесса, 1890),
- «Св. Модест, архиепископ иерусалимский» (Одесса, 1892),
- «Жизнь и подвиги старца Паисия (Величковского) по случаю столетия со дня его смерти, 1794—1894» (Одесса, 1894),
- «Святитель Феодосий Углицский, архиепископ черниговский» (ib., 1897),
- «Пятидесятилетие воссоединения белорусских униатов, 1839—1889» (Вильна, 1889),
- «Архимандрит Владимир (Терлецкий), доктор богословия и медицины» (Одесса, 1889);
- ряд статей о происхождении штундизма в «Московских ведомостях» за 1890 г.;
- «Несколько слов по поводу заметки о заживо погребенных в днестровских плавнях Херсонской губернии» «Миссионерское обозрение», 1898,
- «Статьи и заметки» (Одесса, 1910),
- «Летопись Одесской духовной семинарии» (Одесса, 1913).